# میلود زکا
میلود زکا (انگلیسی: Miloud Zakka) بازیکن والیبال اهل لیبی بود. وی در بازی‌های المپیک تابستانی ۱۹۸۰ حضور داشته است.